# Grenzbrigade 11

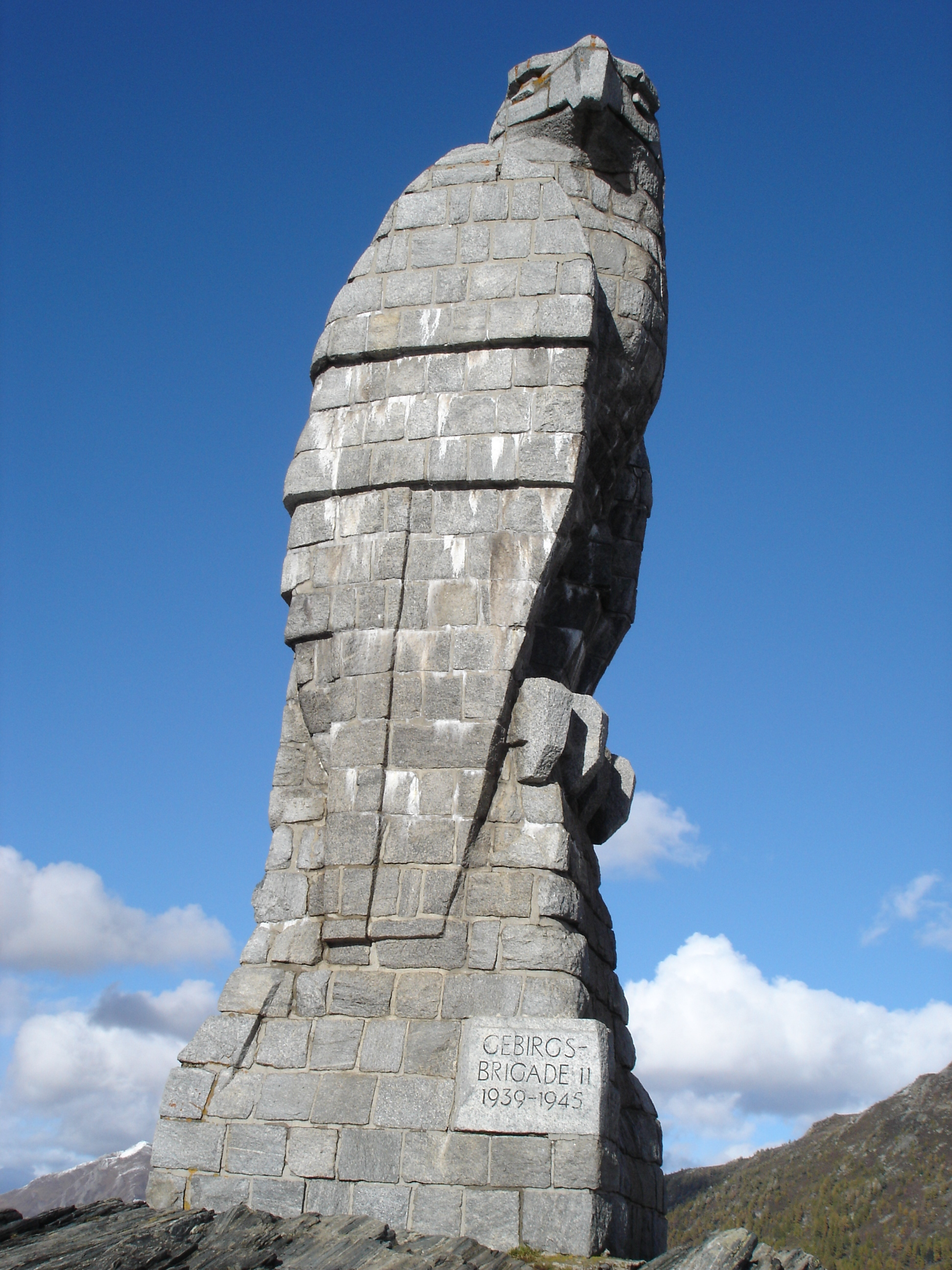
Soldatendenkmal am Simplonpass

Die Grenzbrigade 11 war ein Verband der Schweizer Armee. Sie wurde mit der Armee 61 aus der Gebirgsbrigade 11 («Simplonbrigade», 1938 zum Schutz des gleichnamigen Passes gegründet) gebildet und mit der Armee 95 1994 aufgelöst. Ihr Einsatzraum war das Oberwallis (Goms), das durch die Berner Alpen nördlich und die Landesgrenze südlich begrenzt war. Ihr Auftrag war der Schutz der Südgrenze der Schweiz mit der zentralen Verkehrsachse des Simplonpasses und -bahntunnels sowie der Achse, die durch das eigene Brigadegebiet vom Unterwallis (Gebirgsdivision 10) via Brig-Goms in den Einsatzraum der Festungsbrigade 23 («Gotthardbrigade») führte.
Während des Zweiten Weltkrieges setzte sich die Gebirgsbrigade 11 aus folgenden Truppen mit einem Bestand von 14.900 Mann zusammen (Stand Mai 1940):
- Gebirgsinfanterieregiment 10 (Bern): Geb Füs Bat 40 110, Füs Bat 210
- Gebirgsinfanterieregiment 17 (Berner Oberland): Geb Füs Bat 34 35 36
- Gebirgsinfanterieregiment 18 (Wallis): Geb Füs Bat 88 89 (Armeekorpsreserve, Sperrstellen Trin und Segnespass)
- Infanterieregiment 66: Füs Bat 208 209
- Infanteriebataillon 133, Gebirgsgrenzbataillon 207
- Motorisiertes Panzerabwehrbataillon 27

Die Truppen wurden im Matter- und Saasertal (Gebirgsgrenzbataillon 207), Simplonachse Südseite (Bat 208), zwischen Monte Leone und Hüllenhorn (Bat 209), zwischen Hüllenhorn und Hohsandhorn (Bat 210), «Bistinestellung» im Raum Visperterminen/Gebidem (Berner Oberländer Gebirgsinfanterieregiment 17 mit den Gebirgsfüsilierbataillonen 34 Simmentaler, 35 Kandertaler, 36 Oberhasler hält Simplon), «Rosswaldstellung» (Gebirgsfüsilierbataillon 34 oder 36 hält Saflischpass), Obergoms (Gebirgsinfanterieregiment 10 sperrt Grimselpass) eingesetzt.
Die Grenzbrigade 11 bestand (1994) aus der Festungsabteilung 26 (Kompanien I/26 Artilleriewerk Naters, II/26 Festungsminenwerfer, III/26 und IV/26 mobile Haubitzenbatterien), der Werkkompanie 31 (Simplon-Gondo) und dem Infanterieregiment 66. Die Sperren wurden durch die Werkkompanie 31 betreut.
Im Einsatzgebiet lagen, neben dem Artilleriewerk Naters, die Sperrstellen (von nationaler Bedeutung mit *):
Bellwald, Binntal, Brig* (Simplontunnel, KP Weingarten), Leuk* (Dala, Illgraben), Saas Almagell, Zermatt und diejenigen der Simplonachse (Engiloch, Gabi, Gondo*, San Marco, Schallberg, Simplon-Dorf, Simplonpass*, Zwischenbergen).